# Cronoestratigrafía

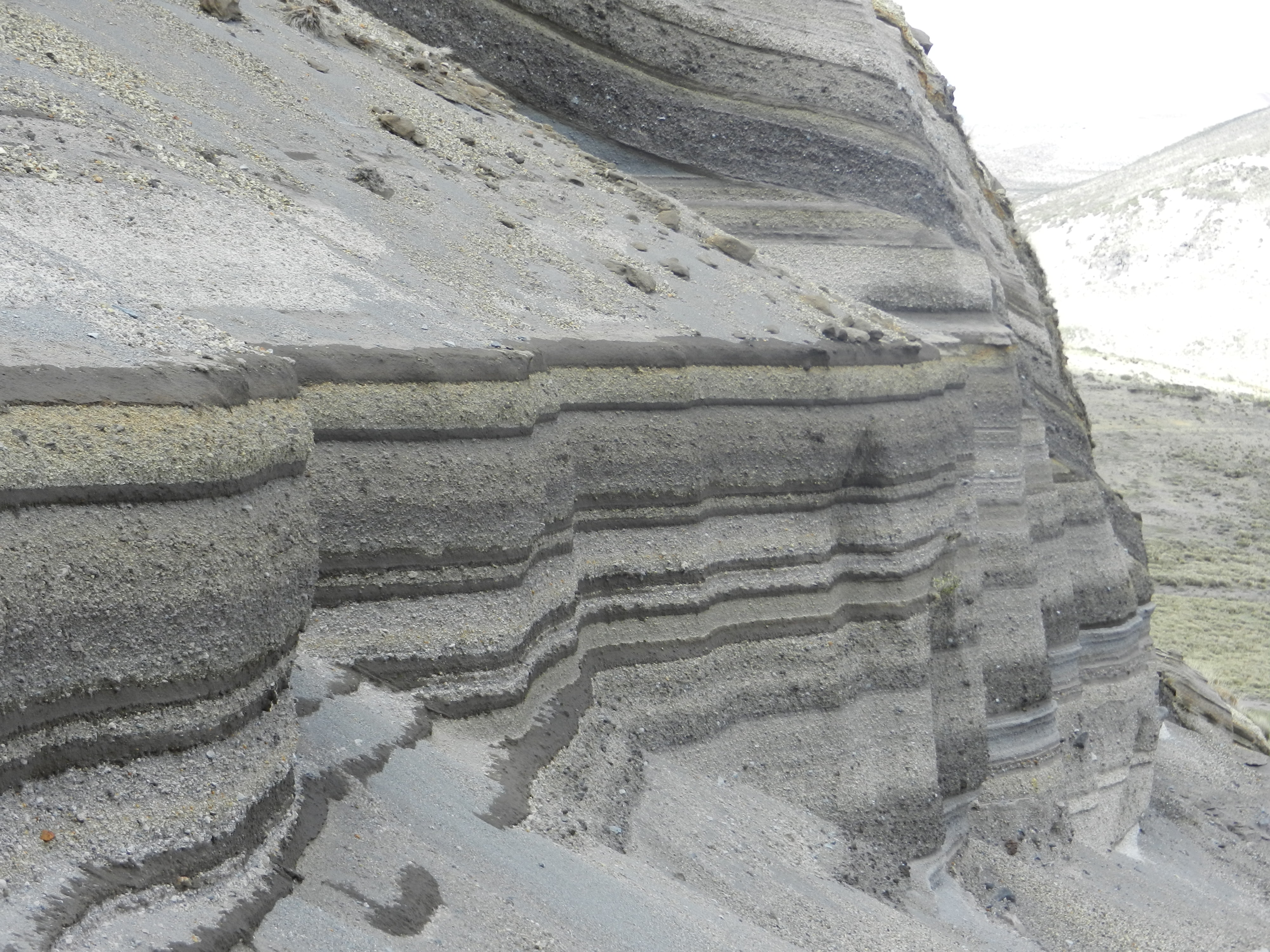
Estratos de arena y ceniza volcánica en los alrededores del volcán Chimborazo, Ecuador

La cronoestratigrafía es la rama de la estratigrafía que estudia la edad de los estratos rocosos en relación con el tiempo. El objetivo final de la cronoestratigrafía es organizar la secuencia de deposición y el tiempo de deposición de todas las rocas dentro de una región geológica y, finalmente, todo el registro geológico de la Tierra.
Las divisiones cronoestratigráficas son conjuntos de rocas formados en intervalos determinados de tiempo. Se basan en conjuntos paleontológicos, asociaciones de fósiles característicos (bioestratigrafía), de cada intervalo temporal. Sin embargo las unidades cronoestratigráficas globales se fijan mediante secciones estratotipo y puntos de límite global (GSSP).

## Metodología
La cronoestratigrafía se basa fundamentalmente en la geología isótopica y en la geocronología para obtener dataciones brutas de unidades de rocas conocidas y bien definidas que contienen los conjuntos de fósiles específicos definidos por el sistema estratigráfico. Ya que es prácticamente muy difícil fechar directamente de forma isotópica la mayoría de los fósiles y de las rocas sedimentarias, se deben hacer inferencias y ajustes para llegar a una datación que refleje el comienzo del intervalo.
El método utilizado deriva de los principios de superposición y de inclusión.
Debido a que las rocas magmáticas se producen a intervalos específicos en el tiempo y pueden ser consideradas esencialmente instantáneas en la escala de tiempo geológica, y debido a que contienen ensamblajes minerales que pueden ser datados de manera más segura y precisa por métodos isotópicos, la construcción de una columna cronoestratigráfica se basa en gran medida en las rocas volcánicas intrusivas y plutónicas.
El metamorfismo, a menudo asociado con la formación de fallas, también se puede usar para intercalar los diferentes intervalos de una columna cronoestratigráfica. Las rocas metamórficas pueden datarse ocasionalmente, y esto puede proporcionar algunos límites a la edad en que se podrían haber comenzado a formar. Por ejemplo, si un lecho que contiene graptolitos cubre el basamento cristalino en algún momento, la datación del basamento cristalino dará una edad máxima de ese conjunto fósil.
Este proceso requiere un grado considerable de esfuerzo y verificación de las relaciones de campo y las dataciones. Por ejemplo, puede haber muchos millones de años entre la disposición de una capa y el momento del corte de una roca intrusiva en ella; la estimación de la edad debe estar necesariamente entre la roca plutónica incluida más antigua en el conjunto fósil y la roca más joven sobre la que descansa el conjunto fósil.

## Unidades
| Correspondencia entre unidades cronoestratigráficas y geocronológicas |                          |
| Cronoestratigráficas (cuerpos de roca)                                | Geocronológicas (tiempo) |
| Eonotema                                                              | Eón                      |
| Eratema                                                               | Era                      |
| Sistema                                                               | Período                  |
| Serie                                                                 | Época                    |
| Piso                                                                  | Edad                     |
| Cronozona                                                             | Cron                     |

La cronoestratigrafía utiliza unidades particulares de resolución temporal más o menos precisa:
- los eonotemas (por ejemplo, el  Fanerozoico);
- las eratemas (p.e., el Paleozoico);
- los sistemas (p.e., el Ordovícico);
- las series (p.e., el Ordovícico Superior);
- los pisos (p.e., el Ashgill);.

Estas unidades cronoestratigráficas permiten clasificar rocas extraídas de canteras, afloramientos, volcanes, etc. Esta división de la escala de tiempo geológico basada en el estudio de las rocas es un requisito previo para cualquier reconstrucción paleogeográfica.

## Diferencias de la geocronología
Es importante no confundir las unidades geocronológicas y las unidades cronoestratigráficas.  Las unidades cronoestratigráficas son material geológico, por lo que es correcto decir que los fósiles de la especie Tyrannosaurus rex  se han encontrado en las series del Cretácico Superior. Las unidades geocronológicas son períodos de tiempo y toman el mismo nombre que las unidades estratigráficas estándar, pero reemplazando los términos Superior/Inferior con Tardío/Temprano. Por lo tanto, también es correcto decir que el Tyrannosaurus rex vivió durante la época del Cretácico Tardío.
La cronoestratigrafía es una rama importante de la estratigrafía porque las correlaciones de edad derivadas son cruciales para dibujar secciones transversales precisos de la organización espacial de las rocas y para preparar precisas reconstrucciones paleogeográficas.